# سلاح مضاد للأفراد
السلاح المضاد للأفراد هو سلاح يستخدم في المقام الأول لإصابة أو قتل المشاة وغيرهم من الأفراد غير المدرعين، على عكس مهاجمة الهياكل أو المركبات. أدى تطوير التحصينات الدفاعية والمركبات القتالية إلى ظهور أسلحة مصممة خصيصًا لمهاجمتها، وبالتالي الحاجة إلى التمييز بين تلك الأنظمة والأنظمة المخصصة لمهاجمة الناس. على سبيل المثال، سوف ينفجر اللغم الأرضي المضاد للأفراد إلى شظايا صغيرة وحادة تمزق اللحم ولكن لها تأثير ضئيل على الأسطح المعدنية، في حين أن الألغام المضادة للدبابات لها تصميم مختلف إلى حد كبير، حيث تستخدم قوة تفجيرية أكبر بكثير لإحداث أضرار بالمركبات القتالية المدرعة، أو تستخدم مخترقات متفجرة لاختراق صفائح الدروع.
يمكن استخدام العديد من أنظمة الأسلحة الحديثة في أدوار مختلفة. على سبيل المثال، يمكن للمدفع الرئيسي للدبابة إطلاق ذخيرة خارقة للدروع في دور مضاد للدبابات، وذخيرة شديدة الانفجار في دور مضاد للهياكل، وقذائف متشظية في دور مضاد للأفراد.
هناك أيضًا فئات أكثر غرابة من الأسلحة، مثل القنابل النيوترونية والمواد الكيميائية والأسلحة البيولوجية، والتي صُممت فقط لمهاجمة البشر. ونظرًا للانتقادات الدولية المتزايدة لها، فإنها نادرًا ما تُستخدم. ولا يُشار إليها عمومًا باسم الأسلحة المضادة للأفراد ولكن بأسمائها الخاصة أو مصطلحات المجموعة (على سبيل المثال، الأسلحة النووية والبيولوجية والكيميائية ) والتي بموجبها يتم حظرها على وجه التحديد. غالبًا ما تسبب مثل هذه الأسلحة أضرارًا جانبية كبيرة وقد تؤثر على أعداد كبيرة من المدنيين ، فضلاً عن التسبب في عواقب طويلة المدى عندما لا يتم تفجيرها في حالة وجود متفجرات مدفونة.